# Clã Hata

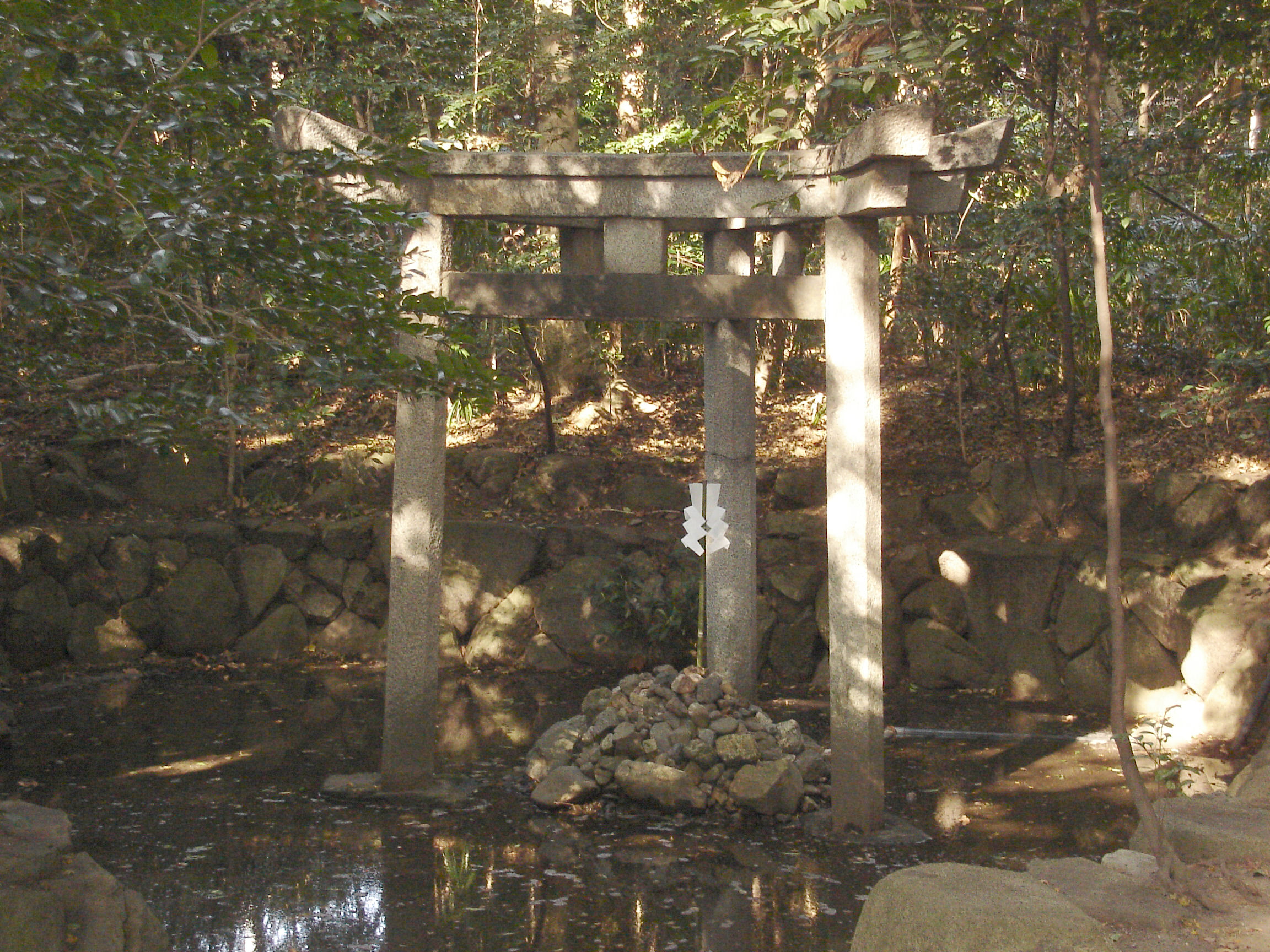
Natureza

O clã Hata (秦氏) foi um clã imigrante ativo no Japão desde o Período Kofun, segundo o épico histórico Nihonshoki.
Hata é a leitura japonesa do nome chinês 秦 dado à Dinastia Qin (o nome real da família era Ying), e dado aos seus descendentes estabelecidos no Japão.
O Nihonshoki apresenta os Hata como um clã ou casa, e não uma tribo; e apenas os membros da família principal poderiam usar o nome Hata.
Os Hata podem ser comparados a outras famílias que vieram do continente durante o Período Kofun: os descendentes da Dinastia Han da China, pelo Príncipe Achi no Omi, ancestral do clã Yamato no Aya, o clã Sakanoue, o clã Tamura, os Harada e o clã Akizuki; os descendentes de Seong de Baekje (Kudara em japonês) que procuraram refúgio no Japão, por exemplo o clã Ōuchi e o clã Sue; também os descendentes da Dinastia Cao Wei da China pelo clã Takamuko.

## Nihonshoki
Os Hata são mencionados pelo nome muito mais do que qualquer outro clã imigrante no Nihonshoki, um dos épicos japoneses do Período Edo, combinando mitologia e história.
O primeiro líder dos Hata a chegar ao Japão, Uzumasa-no-Kimi-Sukune, vindo durante o reinado do Imperador Chūai, no século II. De acordo com o épico, ele e seus seguidores foram muito bem recebidos, e Uzumasa recebeu uma grande posição no governo.
Mais ou menos um século depois, durante o reinado do Imperador Ōjin, um príncipe Hata chamado Yuzuki no Kimi visitou o Japão. Ele dizia ser de Baekje e quis migrar para o Japão, mas Silla não permitiu. Então 120 pessoas do seu clã estiveram em Minama. Aproveitando sua experiência, ele saiu e voltou com membros do seu clã "e 120 distritos de sua própria terra", bem como com uma grande quantidade de tesouros, incluindo joias, tecidos exóticos, e prata e ouro, que foram dados como presente ao Imperador.

## Origens
Segundo o Nihonshoki, Yuzuki no Kimi (弓月君) transferiu-se para o Japão de Baekje com pessoas de 120 distritos, as quais passaram a se autodenominar clã Hata. Alguns estudiosos entendem que o clã Hata não veio de Baekje mas da área de Silla ou Gaya.
Os Hata teriam sido adeptos de matérias financeiras e introduzido a produção de seda no Japão. Por isso, eles teriam sido associados com o símbolo kagome, uma forma encontrada na confecção de cestas. Durante o reinado do Imperador Nintoku (313-399), os membros do clã foram mandados a diversas partes do país para difundir a prática da sericultura.
Membros do clã também serviram como conselheiros financeiros para a Corte de Yamato por alguns séculos. Originalmente vivendo na região de Izumo e San'yō, os Hata se instalaram em cidades que viriam a ser as maiores do Japão. Eles teriam ajudado a estabelecer Heian-kyō (atual Kyoto), e diversos santuários xintoístas e templos budistas, incluindo Fushimi Inari Taisha, Matsunoo Taisha e Kōryū-ji. 
O Imperador Yūryaku deu ao clã o nome Uzumasa em 471, em honra às contribuições de Sake no kimi para a difusão da sericultura. Nos próximos séculos, eles receberam o estatuto de  kabane em Miyatsuko e depois em  Imiki.
Alguns clãs de samurais, incluindo o clã Chōsokabe de Shikoku, o clã Kawakatsu de Tanba e o clã Jinbō da província de Echigo, alegaram descender dos Hata.
O clã Koremune, também descendente do Imperador de Qin, relacionou-se às origens dos Hata. Príncipe Koman-O, no reinado do Imperador Ōjin (c. 310), veio a morar no Japão. Seus sucessores receberam o nome Hata. Esse nome foi alterado para Koremune em 880. A esposa de Shimazu Tadahisa (1179-1227) (filho de Minamoto no Yoritomo e ancestral do clã Shimazu de Kyūshū), era uma filha de Koremune Hironobu.
Além disso, diversas cidades japonesas foram batizadas a partir do clã, como Ōhata, Yahata e Hatano. A população de Neyagawa, na prefeitura de Osaka, possui vários descendentes dos Hata.
Zeami Motokiyo também dizia ser descendente dos Hata, o primeiro artista Noh da história, que atribuiu as origens do Noh a Hata no Kawakatsu. Segundo escritos de Zeami, Kōkatsu, ancestral das linhagens de Noh Kanze e Konparu, foi o primeiro a introduzir as danças rituais kagura do xintoísmo no Japão durante o século VI; esta forma viria a evoluir para o sarugaku e então para o Noh.
Enquanto a maioria dos estudiosos acredita nessa linha de descendência do Imperador de Qin, outros atestam que o clã veio da Ásia Central. Ken Joseph Jr explica que Yuzuki no Kimi significa Senhor de Yuzuki, e ele encontrou um lugar com os escritos 弓月 na Ásia Central. O problema dessa teoria é que Kimi não significa "Senhor da Ásia Central", mas era um cargo oficial japonês sob a autoridade do governador de uma província (Kuni no miyatsuko) ou o governador de um distrito (Agatanushi). O segundo problema é que Yuzuki não se refere a um lugar, mas era o nome do príncipe. Ken Joseph Jr também explica que o nome de família Hata foi dado a todos os estrangeiros naturalizados, o que está errado. O nome Hata (秦 Qin na leitura chinesa) era reservado a descendentes de chineses da Dinastia Qin estabelecidos no Japão.

## Shinshūkyō e a ideia de origem comum
A noção de que o clã Hata estava entre as Tribos Perdidas de Israel, ainda que longe do aceito ou mesmo considerado nos estudos formais, é central para diversas novas religiões do Japão e aos escritos de diversos autores japoneses.
Enquanto há algumas indicações de que os Hata originalmente Semíticos ou da Ásia Central, a maioria dos acadêmicos não concluiu que eles definitivamente fossem judeus, ou das Tribos Perdidas. Dr. Yoshiro Saeki (1872-1965), um especialista em Cristianismo Oriental, foi um dos primeiros a propor a teoria de que os Hata eram Semíticos na origem, praticando um antigo tipo de Judaísmo, e que eles teriam grande impacto na cultura japonesa. Ikurō Teshima, fundador da  Nova Religião Makuya, e autor de vários livros sobre os Hata, é outro proponente da teoria.
Dr. Saeki [carece de fontes?] descobriu uma antiga tumba e um santuário numa ilha do Mar Interior de Seto em 1907 [carece de fontes?], que ele interpretou como sendo dos Hata [carece de fontes?]. O túmulo, segundo ele, seria de Hata no Kawakatsu, um grande chefe Hata. O santuário, chamado "Osake Jinja," foi interpretado por ele como um santuário para o Rei Davi [carece de fontes?].

## Membros notáveis do clã Hata
- Hata Sake no Kimi
- Hata no Kawakatsu
- Hata no Ujiyasu